# Sathonay-Village
Pour les articles homonymes, voir Sathonay.
Sathonay-Village est une commune française située dans la métropole de Lyon en région Auvergne-Rhône-Alpes.
Ses habitants sont appelés les Sathonards, tout comme ceux de la commune voisine de Sathonay-Camp.

## Géographie

### Communes limitrophes
Les communes limitrophes sont Cailloux-sur-Fontaines, Fontaines-Saint-Martin, Fontaines-sur-Saône, Rillieux-la-Pape et Sathonay-Camp.

### Climat
Pour des articles plus généraux, voir Climat d'Auvergne-Rhône-Alpes et Climat du Rhône.
En 2010, le climat de la commune est de type climat océanique altéré, selon une étude du Centre national de la recherche scientifique s'appuyant sur une série de données couvrant la période 1971-2000. En 2020, Météo-France publie une typologie des climats de la France métropolitaine dans laquelle la commune est dans une zone de transition entre le climat semi-continental et le climat de montagne et est dans la région climatique  Bourgogne, vallée de la Saône, caractérisée par un bon ensoleillement (1 900 h/an), un été chaud (18,5 °C), un air sec au printemps et en été et des vents faibles. 
Pour la période 1971-2000, la température annuelle moyenne est de 11,5 °C, avec une amplitude thermique annuelle de 17,7 °C. Le cumul annuel moyen de précipitations est de 830 mm, avec 9,3 jours de précipitations en janvier et 7 jours en juillet. Pour la période 1991-2020, la température moyenne annuelle observée sur la station météorologique de Météo-France la plus proche, « Lyon-Bron », sur la commune de Bron à 11 km à vol d'oiseau, est de 13,0 °C et le cumul annuel moyen de précipitations est de 820,8 mm,. Pour l'avenir, les paramètres climatiques de la commune estimés pour 2050 selon différents scénarios d'émission de gaz à effet de serre sont consultables sur un site dédié publié par Météo-France en novembre 2022.

## Urbanisme

### Typologie
Au 1er janvier 2024, Sathonay-Village est catégorisée ceinture urbaine, selon la nouvelle grille communale de densité à sept niveaux définie par l'Insee en 2022.
Elle appartient à l'unité urbaine de Lyon, une agglomération inter-départementale regroupant 123  communes, dont elle est une commune de la banlieue,,. Par ailleurs la commune fait partie de l'aire d'attraction de Lyon, dont elle est une commune de la couronne,. Cette aire, qui regroupe 397 communes, est catégorisée dans les aires de 700 000 habitants ou plus (hors Paris),.

### Occupation des sols
L'occupation des sols de la commune, telle qu'elle ressort de la base de données européenne d’occupation biophysique des sols Corine Land Cover (CLC), est marquée par l'importance des territoires agricoles (70,8 % en 2018), en diminution par rapport à 1990 (74,2 %). La répartition détaillée en 2018 est la suivante : 
terres arables (70,1 %), zones urbanisées (19,5 %), forêts (7,2 %), espaces verts artificialisés, non agricoles (2,5 %), zones agricoles hétérogènes (0,7 %). L'évolution de l’occupation des sols de la commune et de ses infrastructures peut être observée sur les différentes représentations cartographiques du territoire : la carte de Cassini (XVIIIe siècle), la carte d'état-major (1820-1866) et les cartes ou photos aériennes de l'IGN pour la période actuelle (1950 à aujourd'hui).

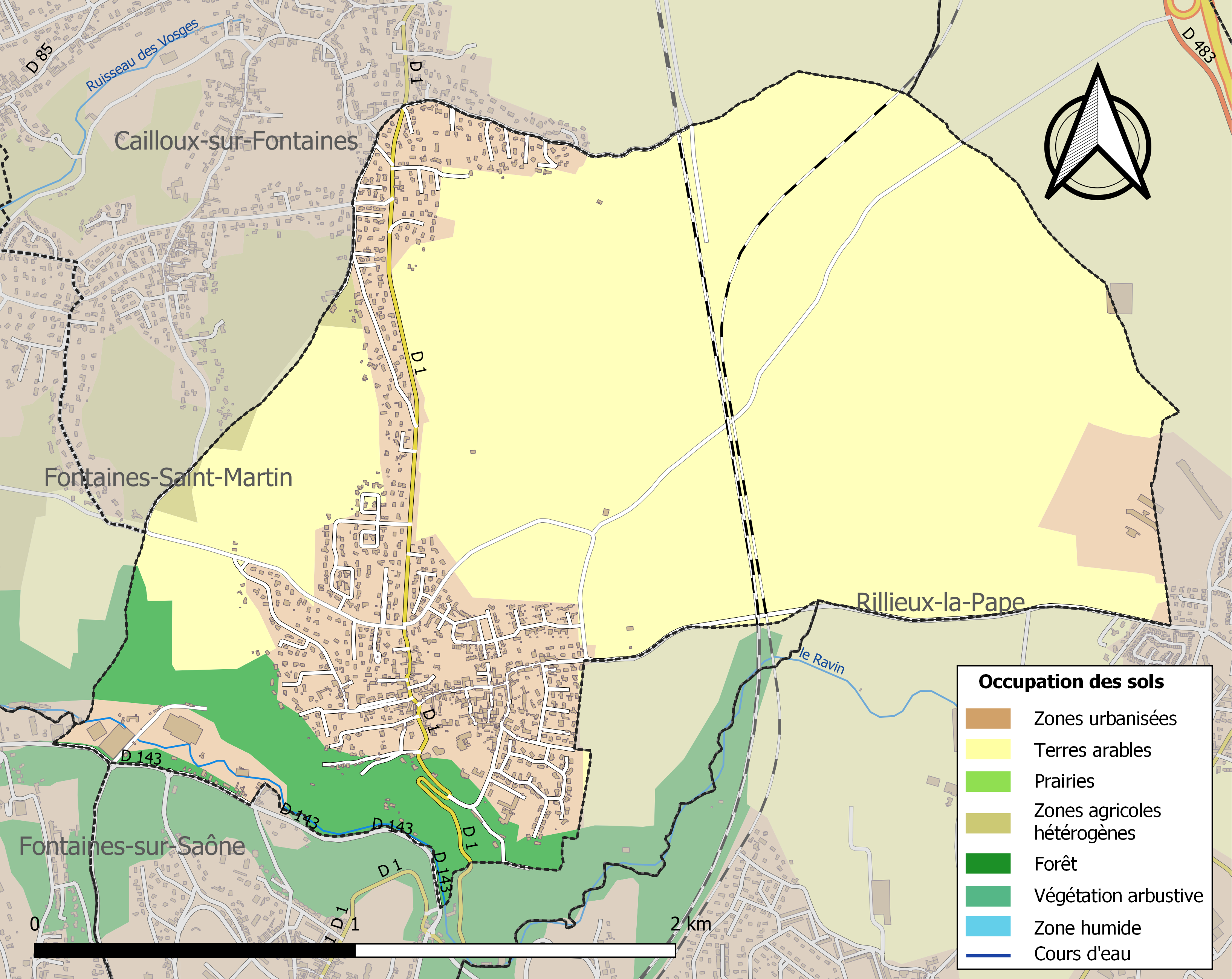
Carte des infrastructures et de l'occupation des sols de la commune en 2018 (CLC).

## Histoire

### Les origines de Sathonay
La position stratégique de Sathonay lui valut une histoire assez tourmentée. En effet, proche de la Saône, à l'extrémité des plaines de l'Ain et des Dombes, mais aussi non loin de Lyon, elle était à la jonction de deux territoires : le Franc Lyonnais et le domaine de l'Empire. Elle changea donc souvent de mains.
En 1230, Humbert de Montluel possède des terres à Sathonay, qu'il tient en fief de l'Abbaye de l'Île Barbe. Au XIIIe siècle, la seigneurie de Sathonay appartenait aux seigneurs du même nom, puis la famille Ferlay leur succéda au XIVe et XVe siècles. Son blason, noir à la croix d'argent est devenu celui de Sathonay-Camp.
Plusieurs de ses fils furent moines à l'abbaye de l'Ile Barbe, leurs suzerains. Le seigneur de Ferlay fut ensuite vassal du Dauphin de Viennois qui fit don de Sathonay au roi Philippe VI de Valois en 1342, lequel l'échangea à son tour avec le comte de Savoie en 1354. Louis XI, en guerre contre le comte de Savoie fit ravager Sathonay et son château de Rivery[réf. nécessaire], en septembre 1468, par ses troupes commandées par Jean, bâtard d'Armagnac, comte de Comminges et gouverneur du Dauphiné. Ce château construit au XIIIe siècle était fortifié avec murs d'enceinte, créneaux, remparts, fossés, pont-levis. Pris, détruit et reconstruit plusieurs fois, il disparut peu de temps avant la Révolution.
Sathonay passa ensuite de main en main et fut uni au marquisat de Miribel érigé en faveur d'Henriette de Savoie en 1579. Sathonay-en-Bresse, qui devient baronnie, change encore plusieurs fois de possesseur, lorsque Jean-Claude Fay l'acquiert en 1757. Le blason de la famille Fay, d'azur avec un lévrier argent regardant un soleil d'or, est aujourd'hui l'emblème de Sathonay-Village.

#### 1858 - 1908: de Sathonay à Sathonay-Village

##### 1858: création du camp militaire
Après l'avènement du prince Président (Coup d'État du 2 décembre 1851), Lyon est doté d'une importante garnison et la création d'un camp est une des préoccupations du maréchal Boniface de Castellane, commandant militaire. Son choix se porte sur plateau couvert de pâturages aux abords de Fontaines-sur-Saône et de Rillieux, au sud de la commune de Sathonay, alors dans le département de l'Ain.
Les aménagements commencent en 1851. Les premières troupes s’y installent en juin 1853. Le général Canrobert successeur du maréchal de Castellane, achète les communaux de Sathonay au nom du gouvernement pour la somme de 92 000 francs.
Le camp qui occupe une superficie de 32 ha est définitivement créé en 1858, avec des baraquements en bois et en briques. Un nouveau champ de tir s'installe, en rapport avec le nouveau fusil à longue portée.
L’abbé Faivre, aumônier du camp crée « L’œuvre des petites filles du soldat » dans le château offert par la famille de Virieu (descendante des Fay) et qui date du XVIe siècle. Dirigée par les sœurs saint Charles, l’œuvre deviendra « La maison d’enfants » aujourd’hui gérée par des laïcs.
L'église romane du XIIIe siècle, placée sous le vocable de Saint-Laurent étant devenue trop petite, elle est remplacée par un nouvel édifice construit entre 1862 et 1867.

##### 1908: scission de l'ancienne commune
Aux alentours du camp se forme une véritable petite ville au sud de la commune de Sathonay, avec commerces, ouvriers, familles de militaires. Les commerces étant liés à la présence des militaires, on trouve de nombreux cafés, des cabarets, un cinéma, et même des « maisons de tolérance ».
Ce hameau du Camp de Sathonay prend une telle importance que le chef-lieu de la commune y est transféré en 1881.
Ses opinions et intérêts divergent bientôt de ceux du Village, demeuré rural, et dont il est séparé par le ravin.
La rupture est consommée, et le 4 avril 1908, le Sénat vote la création de la nouvelle commune de Sathonay-Village à partir de celle de Sathonay, qui prend le nom de Sathonay-Camp.

### Depuis 1908: la commune de Sathonay-Village
Le Conseil d’État ne statue définitivement sur les modalités de la séparation des deux communes qu'en 1918.
En 1952, la commune de Sathonay-Village fait l'acquisition du château construit en 1870 par Oscar Galline et qui fut possédé par les familles de Bernis et de Saint-Guilhem. Elle y installe la mairie en 1965.
La loi no 67-1205 du 29 décembre 1967 transfère les communes de Sathonay-Village et de Sathonay-Camp, dépendant jusqu'ici du département de l'Ain et du canton de Trévoux, vers le département du Rhône, où elles rejoignent le nouveau canton de Rillieux et la communauté urbaine de Lyon.
Village au siècle dernier, essentiellement agricole (vignes, maraîchages, céréales), Sathonay-Village devient maintenant résidentiel, mais il sait rester proche de la nature qui l'entoure agréablement et veille à garder une dimension humaine.
Le Grand Lyon disparait le 1er janvier 2015, et laisse place à la collectivité territoriale de la métropole de Lyon. La commune quitte ainsi le département du Rhône.

## Population et société
Les chiffres présentés ne concernent que la seule commune de Sathonay-Village, après la scission de l'ancienne commune de Sathonay en Sathonay-Village et Sathonay-Camp en 1908.
Pour les chiffres antérieurs à cette date, se reporter à Sathonay-Camp.

### Démographie
L'évolution du nombre d'habitants est connue à travers les recensements de la population effectués dans la commune depuis 1911. Pour les communes de moins de 10 000 habitants, une enquête de recensement portant sur toute la population est réalisée tous les cinq ans, les populations de référence des années intermédiaires étant quant à elles estimées par interpolation ou extrapolation. Pour la commune, le premier recensement exhaustif entrant dans le cadre du nouveau dispositif a été réalisé en 2008.

En 2022, la commune comptait 2 418 habitants, en évolution de +3,07 % par rapport à 2016 (Rhône : +3,93 %, France hors Mayotte : +2,11 %).
| 1911 | 1921 | 1926 | 1931 | 1936 | 1946 | 1954 | 1962 | 1968 |
| ---- | ---- | ---- | ---- | ---- | ---- | ---- | ---- | ---- |
| 435  | 400  | 480  | 519  | 474  | 452  | 597  | 547  | 505  |

| 1975 | 1982  | 1990  | 1999  | 2006  | 2008  | 2013  | 2018  | 2022  |
| ---- | ----- | ----- | ----- | ----- | ----- | ----- | ----- | ----- |
| 675  | 1 050 | 1 401 | 1 693 | 1 849 | 1 891 | 2 326 | 2 374 | 2 418 |

La population de la commune est connue grâce aux recensements effectués depuis la naissance de la commune en 1908, après qu'elle s'est séparée de Sathonay-Camp.

### Enseignement
L'école de Sathonay-Village se nomme « École Les Grains de Blé » et comprend 10 classes : 4 classes de maternelles et 6 de niveau élémentaire.
Fin 2012/début 2013, la construction d'une nouvelle crèche a été engagée par la commune, celle-ci se trouvant sur la place Louis Danis.

### Sports
La commune de Sathonay-Village possède un club de foot en fusion avec la commune de Cailloux qui porte le nom du FC Franc Lyonnais (FCFL).
Ce club se distingue par la jeunesse et le talent de leurs joueurs qui sont souvent amenés à partir dans des clubs plus hauts.

Cela est dû à la formation et à l'éducation que inculque le club et ses dirigeants 

## Économie

### Revenus de la population et fiscalité
En 2010, le revenu fiscal médian par ménage était de 47 862 €.

### Emploi
il y a des commerces de proximité tel que vival, une agence immobilière, un coiffeur et un bar restaurant ; de plus il y a un cabinet médical (médecin généraliste et un dentiste) ainsi que de paramédical (infirmières, ostéopathe).

## Lieux et monuments
- Château de Bernis

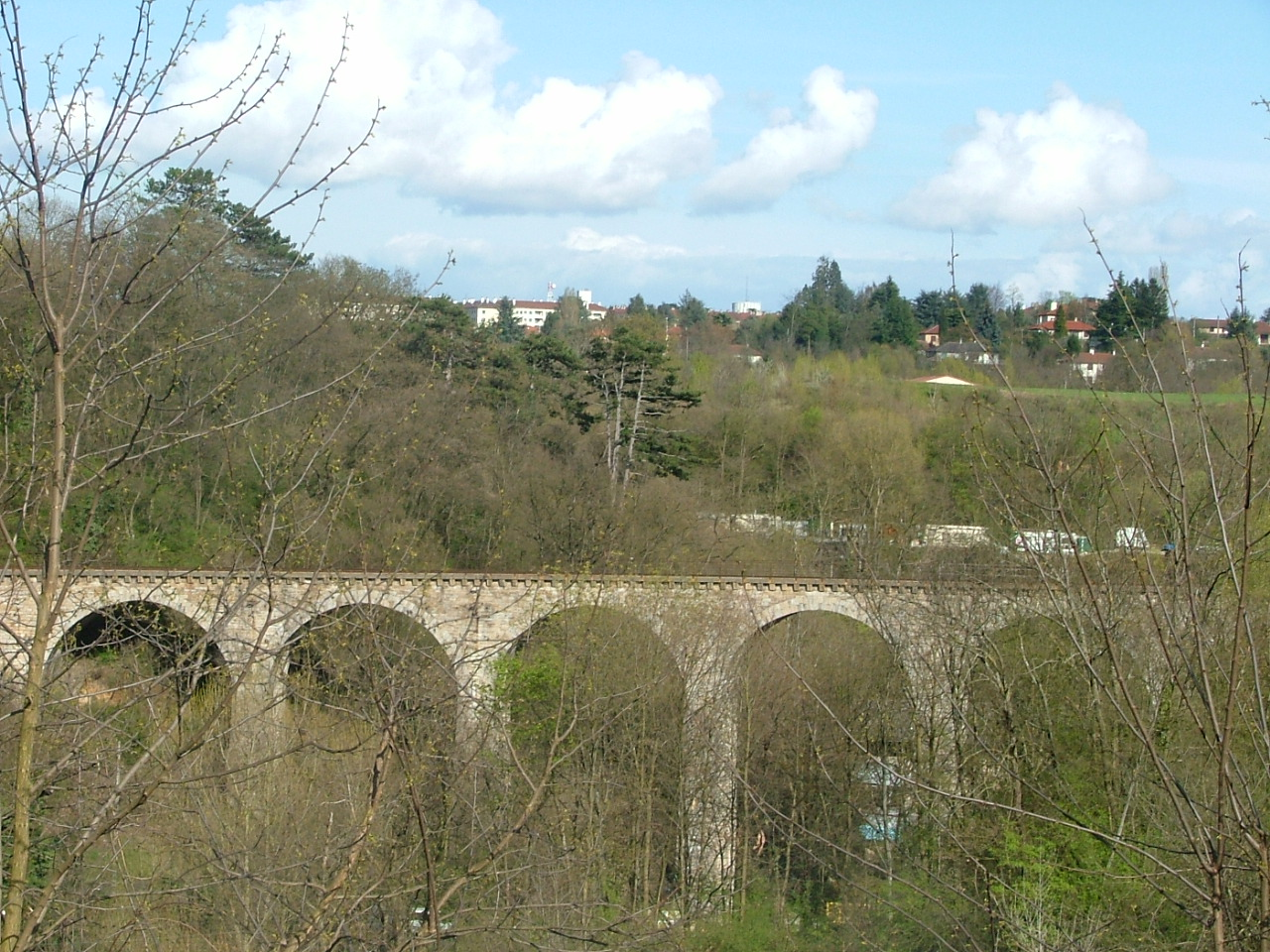
Le viaduc.
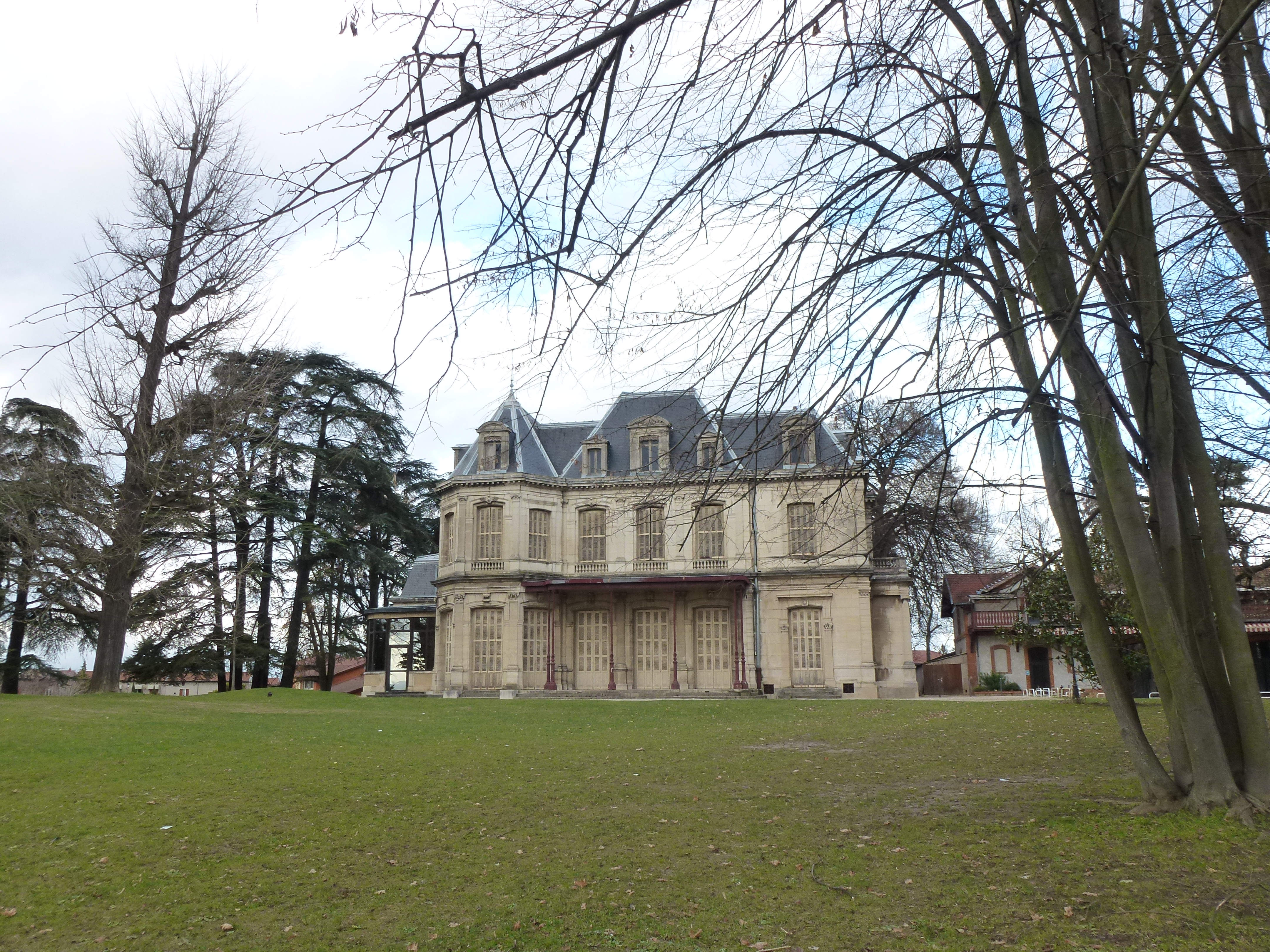
Le château de Bernis.
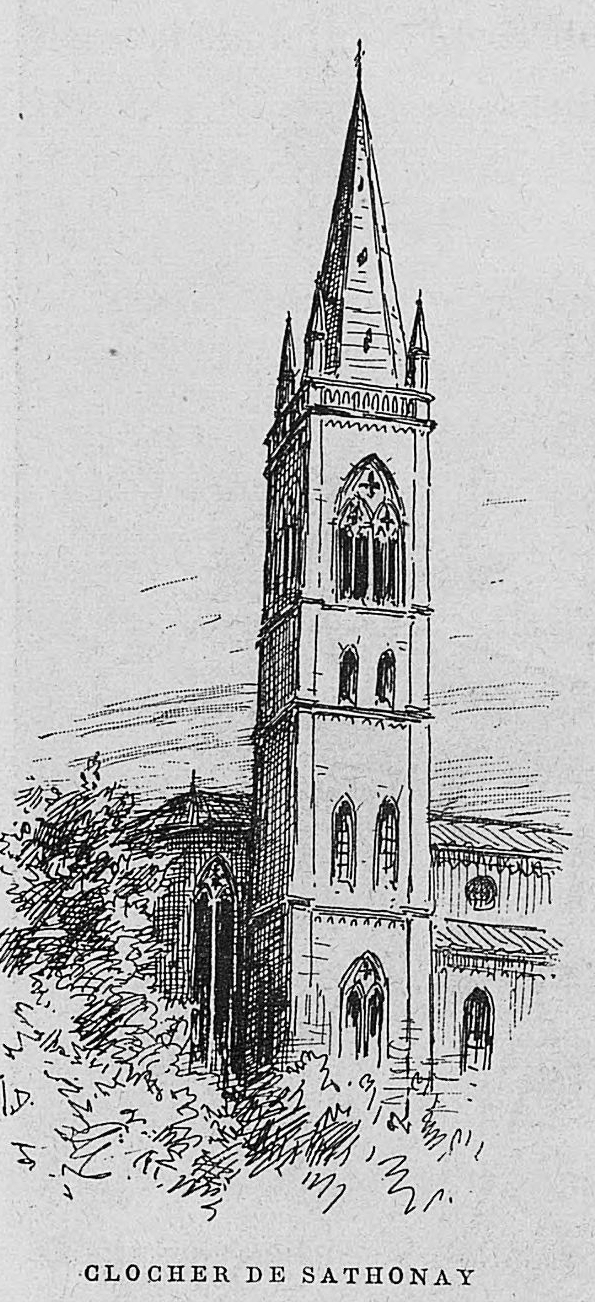
Le clocher de l'église illustré par Joannès Drevet (1854–1940).

## Personnalités
- René Leprince, né en 1876, avant la séparation en deux de Sathonay
- Adrien Godien (1873 - 1949), peintre français.